# Hemicentetes semispinosus
Il tenrec striato di pianura (Hemicentetes semispinosus) è una specie di tenrec endemica del Madagascar, dove abita le zone ricoperte di foresta pluviale.

## Dimensioni e aspetto
Raggiunge i 20 cm di lunghezza ed un peso di 280 g.
Ha una grande testa con un muso appuntito, zampe corte e sottili e un corpo tozzo con coda assente.
Il pelo è nero sul corpo e sulla parte esterna delle zampe: una banda gialla percorre la schiena dal muso al posteriore. Anche il ventre ed il collare irsuto attorno alla nuca sono gialli.
Sul dorso sono presenti delle file di radi aculei biancastri, ruvidi al tatto: anche il pelo del collare è assai ispido, dando all'animale un aspetto generale "unto" e disordinato.

## Dieta e abitudini
Il tenrec striato di pianura è un animale gregario che si muove in gruppi di 15 o più animali nel sottobosco, grufolando alla ricerca di lombrichi e larve d'insetto di cui nutrirsi.